# Mali na Letnich Igrzyskach Olimpijskich 2004
Mali na Letnich Igrzyskach Olimpijskich 2004 reprezentowało 21 zawodników: 19 mężczyzn i 2 kobiety.

## Skład kadry

### Judo

#### Mężczyźni
| Zawodnik       | Konkurencja | 1/32 finału      | 1/16 finału           | 1/8 finału       | Cwierćfinały     | Półfinały        | Repasaże         | Repasaże         | Repasaże         | Repasaże         | Finał            | Pozycja          | Źródło |
| Zawodnik       | Konkurencja | 1/32 finału      | 1/16 finału           | 1/8 finału       | Cwierćfinały     | Półfinały        | 1                | 2                | 3                | O brąz           | Finał            | Pozycja          | Źródło |
| Zawodnik       | Konkurencja | Przeciwnik Wynik | Przeciwnik Wynik      | Przeciwnik Wynik | Przeciwnik Wynik | Przeciwnik Wynik | Przeciwnik Wynik | Przeciwnik Wynik | Przeciwnik Wynik | Przeciwnik Wynik | Przeciwnik Wynik | Pozycja          | Źródło |
| -------------- | ----------- | ---------------- | --------------------- | ---------------- | ---------------- | ---------------- | ---------------- | ---------------- | ---------------- | ---------------- | ---------------- | ---------------- | ------ |
| Bourama Mariko | do 73 kg    | BYE              | C. Baștea P 0000-0210 | NQ               | NQ               | NQ               | NQ               | NQ               | NQ               | NQ               | NQ               | Nieklasyfikowany | [ 1 ]  |

### Lekkoatletyka

#### Konkurencje biegowe

##### Kobiety
| Zawodniczka     | Konkurencja | Eliminacje | Eliminacje | Ćwierćfinały | Ćwierćfinały | Półfinały | Półfinały | Finał | Finał   | Źródło |
| Zawodniczka     | Konkurencja | Czas       | Pozycja    | Czas         | Pozycja      | Czas      | Pozycja   | Czas  | Pozycja | Źródło |
| --------------- | ----------- | ---------- | ---------- | ------------ | ------------ | --------- | --------- | ----- | ------- | ------ |
| Kadiatou Camara | 200 m       | 23.56      | 6.         | NQ           | NQ           | NQ        | NQ        | NQ    | NQ      | [ 2 ]  |

#### Mężczyźni
| Zawodniczka    | Konkurencja | Eliminacje | Eliminacje | Półfinały | Półfinały | Finał | Finał   | Źródło |
| Zawodniczka    | Konkurencja | Czas       | Pozycja    | Czas      | Pozycja   | Czas  | Pozycja | Źródło |
| -------------- | ----------- | ---------- | ---------- | --------- | --------- | ----- | ------- | ------ |
| Ibrahima Maiga | 400 m ppł   | 50.63      | 6.         | NQ        | NQ        | NQ    | NQ      | [ 3 ]  |

### Piłka nożna

#### Mężczyźni
| Zawodnik         | Konkurencja      | Faza grupowa     | Faza grupowa     | Faza grupowa           | Faza grupowa | Faza grupowa | Ćwierćfinały     | Półfinały        | Mecz o 3 miejsce | Finał            | Pozycja | Źródło |
| Zawodnik         | Konkurencja      | Przeciwnik Wynik | Przeciwnik Wynik | Przeciwnik Wynik       | Punkty       | Pozycja      | Przeciwnik Wynik | Przeciwnik Wynik | Przeciwnik Wynik | Przeciwnik Wynik | Pozycja | Źródło |
| ---------------- | ---------------- | ---------------- | ---------------- | ---------------------- | ------------ | ------------ | ---------------- | ---------------- | ---------------- | ---------------- | ------- | ------ |
| drużyna mężczyzn | turniej mężczyzn | Meksyk R 0-0     | Grecja W 2-0     | Korea Południowa R 3-3 | 5 pkt        | 1. (Q)       | Włochy P 0-1 pd. | NQ               | NQ               | NQ               | 5-8.    | [ 4 ]  |

##### Kadra
- Cheick Bathily
- Adama Tamboura
- Boubacar Koné
- Abdou Traoré
- Moussa Coulibaly
- Mamadi Berthe
- Momo Sissoko
- Tenema N’Diaye
- Dramane Traoré
- Jimmy Kébé
- Mamadou Diallo
- Boucader Diallo
- Rafan Sidibe
- Mintou Doucoure
- Sédonoudé Abouta
- Drissa Diakité

### Pływanie

#### Kobiety
| Zawodniczka  | Konkurencja             | Eliminacje | Eliminacje | Półfinały | Półfinały | Finał | Finał   | Źródło |
| Zawodniczka  | Konkurencja             | Czas       | Pozycja    | Czas      | Pozycja   | Czas  | Pozycja | Źródło |
| ------------ | ----------------------- | ---------- | ---------- | --------- | --------- | ----- | ------- | ------ |
| Mariam Keita | 100 m stylem klasycznym | 1:30.40    | 46.        | NQ        | NQ        | NQ    | NQ      | [ 5 ]  |

#### Mężczyźni
| Zawodniczka | Konkurencja          | Eliminacje | Eliminacje | Półfinały | Półfinały | Finał | Finał   | Źródło |
| Zawodniczka | Konkurencja          | Czas       | Pozycja    | Czas      | Pozycja   | Czas  | Pozycja | Źródło |
| ----------- | -------------------- | ---------- | ---------- | --------- | --------- | ----- | ------- | ------ |
| David Keita | 50 m stylem dowolnym | 29.96      | 79.        | NQ        | NQ        | NQ    | NQ      | [ 6 ]  |